# 厄利斯

古代伯罗奔尼撒地图，厄利斯在西北面（紫色）

厄利斯（希臘語： Ilida；古希臘語： Ēlis）也作埃利斯、伊利斯或爱丽斯，是古希腊伯罗奔尼撒半岛西北部一个地区及城邦，以养马和古代奥林匹克运动会而闻名于世。

## 地理
厄利斯地区北临亚该亚，东接阿卡迪亚，南为美塞尼亚。整个地区从北到南分为三部分：科依列（古希臘語： Koilē）或低地厄利斯、厄利斯谷，指皮尼奥斯河流域地区；皮斯阿提斯（古希臘語： Pīsātis）或比萨，指阿尔菲奥斯河北岸地区；特菲利亚（古希臘語： Triphūlia ），指阿尔菲奥斯河南岸至美塞尼亚北部边界的丘陵地带。整个厄利斯地区降水丰富，拥有优良的牧场和耕地，以饲养马、牛和种植亚麻而闻名于世。

## 历史
约自公元前776年起，就开始在比萨(Pisa, Greece)的奥林匹亚每四年举办一次。厄利斯城邦与比萨长期争夺运动会的举办权，直到公元前572年厄利斯征服比萨。至前580年，厄利斯城邦控制了整个地区。前479年，厄利斯与斯巴达短暂结盟反抗波斯入侵。约前471年，厄利斯实行民主政治，逐渐成为一些小城邦联盟的行政中心。伯罗奔尼撒战争期间，厄利斯先是为斯巴达的同盟直到前420年，之后又站在了雅典一边。为此斯巴达夺取了特菲利亚地区以示报复，随后厄利斯与斯巴达和阿卡迪亚对这一地区进行反复争夺。通过灵活的外交和举办神圣的奥运会，厄利斯城邦一直保持着领土和独立，直到前146年罗马帝国征服希腊。
今天的厄利斯地区主要属于希腊西希腊大区的伊利亚州。

## 名人

### 神话
- 萨尔摩纽斯，厄利斯王
- 恩底弥翁